# Pavol Mauréry
Pavol Mauréry (21. květen 1935 Solivar, Československo – 15. prosinec 2017 Bratislava) byl slovenský operní zpěvák. Dnes již bývalý člen Slovenského národního divadla (1978-1999). Mauréry byl předním představitelem barytonový odboru s převahou divadelních postav z italského repertoáru. Coby sólista působil nejprve v Státním divadle Košice (1971-1978), později v německém Theater Erfurt (1977-1978) v již zaniklé NDR. Jeho zásadnímu angažmá v opeře však předcházelo i několikaleté účinkování v různých profesionálních sborech či jiných hudebních tělesech.
Interpretačnímu přednesu v klasickém žánru dominoval na Slovensku v 80., respektive 90. letech minulého století, kdy opakovaně hostoval i v zahraničí, nejčastěji v Česku a Maďarsku. Pro mezinárodní trh nahrál v Opusu také dlouhohrající desku. Na CD jeho diskografii mapují audiozáznamy divadelních představení a kompilační nahrávky z katalogu německého produkčního domu Naxos. Autorská práva k jeho zvukovým nosičům spravuje OZIS.
Za svůj celoživotní přínos ve prospěch tradiční opery obdržel mimo jiné Cenu Literárního fondu. Manžel členky někdejšího operetního souboru Nové scény – slovenské sopranistky Dariny Markovičové, žije v Bratislavě a mají spolu dceru, herečku Zuzanu.

## Život
Vysokou školu múzických umění v Bratislavě vystudoval externě. Hudební fakultu VŠMU absolvoval v r. 1961 pod vedením prof. Janka Blahy, jejího spoluzakladatele a později vedoucího katedry. V 70. letech absolvoval soukromou výuku Stanislava Mjartana; známého tenoristy.

## Stálá angažmá
| Sborista - Slovenský filharmonický sbor, Bratislava - Vojenský umělecký soubor, Bratislava - Zpěvoherní soubor NS, Bratislava | Sólista - Státní divadlo, Košice (1971-1977) - Theater Erfurt, NDR (1977-1978) - SND, Bratislava (1978-1999) |

## Výběr z postav
| ŠD Košice - Montano – Othello (Otello) (Verdi) - Lescaut – Manon Lescaut (Puccini) - Igor Svjatoslavič a kníže Galickij – Kníže Igor (Knjaz Igor) (Borodin) - Král – Chytračka (Die Kluge) (Orff) - Hrabě Tomskij – Piková dáma (Pikovalja dama) (Čajkovskij) - Figaro – Figarova svatba (Le nozze di Figaro) (Mozart) a Lazebník sevillský (Il barbiere di Sevilla) (Rossini) - Rangoni – Boris Godunov (Musorgskij) - Friedrich von Telramund – Lohengrin (Wagner) - Hríň – Krútňava (Suchoň) - Charles Gérard – Andrea Chénier (Giordano) - Tomáš Uhorčík – Juro Jánošík (Cikker) | SND - 1973: Escamillo – Carmen (Bizet) – host - 1974: Rigoletto – Rigoletto (Verdi) – host - 1976: Giorgio Germont – La traviata (Verdi) – host - 1978: Nabucco – Nabucco (Verdi) – host - 1981: Rodrigo – Don Carlos (Verdi) - 1985: Simon Boccanegra – Simon Boccanegra (Verdi) - 1986: Renato – Maškarní ples (Un ballo a maschera) (Verdi) - 1989: Macbeth – Macbeth (Verdi) - 1990: Don Carlos di Vargas – Síla osudu (La forza del destino) (Verdi) - 1993: Jago – Othello (Otello) (Verdi) - 1995: Hrabě Luna – Trubadúr (Il trovatore) (Verdi) - 1999: Amonasro – Aida (Verdi) - 2001: Miller – Luisa Millerová (Luisa Miller) (Verdi) – host |

Theater Erfurt
- Marcel – Bohéma (La bohème) (Puccini)
- Renato – Maškarní ples (Un ballo a maschera) (Verdi)

Další působení
Ze zahraničních scén nejčastěji hostoval v ČR a Maďarsku. Ve Smetanově divadle v Praze (scéna Národního divadla) vystupoval jako Renato ve Verdiho Maškarním plese, baron Scarpia z Pucciniho Tosky (1980) či představitel titulní role Mozartovy opery Don Giovanni (1984). V Budapešti, přesněji v Maďarské státní opeře, ztvárnil titulní role z jiných Verdiho děl, a to Simon Boccanegra a Rigoletto. S druhou jmenovanou vystupoval také v rumunské Kluži.

## Diskografie
| Rok: | Pozn.:                | Dílo:                                                            | Formát:                                               | Katalog. č:                                           | Vydavatel:                                            | Ref.                                                  |
| Single | Single                | Single                                                           | Single                                                | Single                                                | Single                                                | Single                                                |
| --- | --------------------- | ---------------------------------------------------------------- | ----------------------------------------------------- | ----------------------------------------------------- | ----------------------------------------------------- | ----------------------------------------------------- |
| 1953 |                       | Neboj sa dievča vydaja                                           | SP (krátká stopa)                                     | 51874-M                                               | Supraphon                                             | [ 16 ]                                                |
| 1953 | Trošku ty a trošku ja | 51878-M                                                          | SP (krátká stopa)                                     | [ 17 ]                                                | Supraphon                                             |                                                       |
| Alba |                       |                                                                  |                                                       |                                                       |                                                       |                                                       |
| 1953 | 1                     | Tanečný orchester Juraja Berzellera                              | LP                                                    | DM 10033                                              | Supraphon                                             | [ 19 ]                                                |
| 1984 | 2                     | Parla mi d'amore ...                                             | LP                                                    | 9112 1260                                             | Opus                                                  | [ 6 ]                                                 |
| 1990 | 1                     | Napoli s G. Bardinim                                             | CD                                                    | (Nedostupné)                                          | Campion                                               | [ 20 ]                                                |
| 1991 | 3                     | La traviata (Opera Classics)                                     | 2 × CD – MP3                                          | 8.660011-12                                           | Naxos                                                 | [ 22 ]                                                |
| 1993 | 1                     | Bel Canto (Classical Gallery) s P. Dvorským a Sborem J. Hniličky | CD – MP3                                              | 7701713                                               | Blaricum                                              | [ 24 ]                                                |
| 2000 | 1                     | A-Z of Opera                                                     | Box set                                               | 8.555037-38                                           | Naxos                                                 | [ 25 ]                                                |
| 2001 | 1                     | I Do (Classical Wedding Music)                                   | Box set                                               | GSS 5326                                              | Golden Stars                                          | [ 26 ]                                                |
| 2003 | 1                     | Music Together                                                   | CD                                                    | 8.557363DX                                            | Naxos                                                 | [ 27 ]                                                |
| 2005 | 1                     | Opera's Greatest Moments                                         | 2 × CD – MP3                                          | 8.557926-27                                           | Naxos                                                 | [ 28 ]                                                |
| 2013 | 1                     | Grandioser Gesang (Klassik Ohne Krise)                           | 2 × CD – MP3                                          | 8.551304-05                                           | Naxos                                                 | [ 29 ]                                                |
| Poznámka: | Poznámka:             | 1: Kompilační album; 2: Studiové album; 3: soundtrack            | 1: Kompilační album; 2: Studiové album; 3: soundtrack | 1: Kompilační album; 2: Studiové album; 3: soundtrack | 1: Kompilační album; 2: Studiové album; 3: soundtrack | 1: Kompilační album; 2: Studiové album; 3: soundtrack |
| Údaje v závorkách uvádějí případné edice hudebních nosičů. |                       |                                                                  |                                                       |                                                       |                                                       |                                                       |
| Jiné formáty Na bázi audioknihy vydal Naxos v rámci své didaktické retrospektivy klasické hudby i zvukovou knihu Life and Works: Verdi (2003). Box set sestávající ze čtyř CD a 124 str. bookletu obsahuje kromě mluveného slova rovněž ukázky z Verdiho díla s Mauréryho vokálním příspěvkem (katalog. č. 8.558111-14; ISBN 1-84379-077-7). |                       |                                                                  |                                                       |                                                       |                                                       |                                                       |

## Ocenění
| Rok: | Cena:                                    | Kategorie:                           |        | Ref.   |
| ---- | ---------------------------------------- | ------------------------------------ | ------ | ------ |
| 2002 | Cena Literárního fondu                   | Opera - Celoživotní dílo             | Poctěn | [ 10 ] |
| 2015 | Pamětní plaketa SND (v. Z. M. Chudovský) | Speciální cena - 80. výročí narození | Poctěn | [ 32 ] |
|      |                                          |                                      |        |        |

| „                                            | Bol si dlhoročnou neodmysliteľnou, nepostrádateľnou súčasťou a významným sólistom Opery SND, predstaviteľom slovenského operného interpretačného umenia [...] Si trvalým príkladom pre mladšie generácie operných sólistov. | “ |
| — M. Chudovský, generální ředitel SND; 2015. | |   |